# Toronto Lynx Soccer Club
Il Toronto Lynx S.C. è stato un club calcistico canadese con sede a Toronto. Fondato nel 1997, ha partecipato fino al 2006 al campionato di seconda divisione nordamericano, chiamato prima A-League e poi USL First Division, per poi passare in USL Premier Development League, un campionato dilettantistico.
I Lynx hanno giocato le proprie partite interne al Varsity Stadium fino al 2001, quando si sono trasferiti a stagione in corso al Centennial Park Stadium.
Il club ha avuto anche una squadra femminile, le Toronto Lady Lynx, che hanno giocato nella United Soccer Leagues W-League dal 2005 al 2014.

## Storia
La prima partita del Toronto Lynx fu giocata a Jacksonville, in Florida, il 12 aprile 1997, contro la locale squadra dei Cyclones. La proprietà era detenuta da tre soci, ma dopo una prima stagione in cui le perdite erano state quelle previste per cinque anni, due di loro si ritirarono dall'investimento lasciando tutto nelle mani dell'imprenditore edile Bruno Hartrell.
I risultati migliori vennero raggiunti dai Lynx nella stagione d'esordio, caratterizzata da una striscia di dieci vittorie consecutive, e nel 2000. In entrambe le occasioni la squadra fu però eliminata ai play-off, nel primo caso dall'Impact de Montréal e nel secondo dai Rochester Rhinos.
Gli scarsi risultati sul campo, uniti a delle medie spettatori non soddisfacenti, misero in difficoltà il club, in costante perdita economica. Con l'annuncio dell'arrivo di una franchigia di Major League Soccer in città, i Toronto FC, la società il 10 ottobre 2006 annunciò il passaggio al campionato dilettantistico della USL Premier Development League, con l'ottica di ridurre i costi e concentrarsi sul lancio di giovani calciatori.
Nel 2014 la società interruppe definitivamente la propria attività, fondendo il proprio settore giovanile con quello degli Oakville Blue Devils, società della League1 Ontario.

## Allenatori
- 1997-2003  Peter Pinizzotto
- 2004  Duncan Wilde
- 2005  Hubert Busby Jr.
- 2006-2014  Duncan Wilde

## Statistiche e record

### Partecipazioni ai campionati nazionali
| Livello | Categoria          | Partecipazioni | Debutto | Ultima stagione | Totale |
| ------- | ------------------ | -------------- | ------- | --------------- | ------ |
| 2º      | A-League           | 8              | 1997    | 2004            | 10     |
| 2º      | USL First Division | 2              | 2005    | 2006            | 10     |
| 4º      | USL PDL            | 8              | 2007    | 2014            | 8      |

### Partecipazioni alle coppe nazionali
| Competizione    | Partecipazioni | Debutto | Ultima stagione |
| --------------- | -------------- | ------- | --------------- |
| Open Canada Cup | 1              | 2006    | 2006            |

## Media spettatori
Nella seguente tabella la media degli spettatori presenti allo stadio per le partite di stagione regolare.
| Stagione | Partite disputate | Totale spettatori | Media spettatori |
| -------- | ----------------- | ----------------- | ---------------- |
| 1997     | 14                | 21.533            | 1.538            |
| 1998     | 14                | 25.204            | 1.800            |
| 1999     | 14                | 38.422            | 2.744            |
| 2000     | 14                | 36.681            | 2.620            |
| 2001     | 13                | 36.340            | 2.795            |
| 2002     | 14                | 24.216            | 1.730            |
| 2003     | 14                | 37.112            | 2.651            |
| 2004     | 14                | 34.217            | 2.444            |
| 2005     | 14                | 34.472            | 2.462            |
| 2006     | 14                | 21.705            | 1.550            |
| 2007     | 8                 | 9.581             | 1.198            |
| 2008     | 8                 | 8.140             | 1.018            |
| 2009     | 8                 | 3.821             | 478              |
| 2010     | 8                 | 1.930             | 241              |
| 2011     | 8                 | 1.537             | 192              |
| 2012     | 8                 | 850               | 106              |
| 2013     | 7                 | 1.000             | 143              |
| 2014     | 6                 | 1.350             | 225              |